# Kees Witteveen
Kees Witteveen, auch Cees Witteveen, (* 14. Februar 1871 in Leeuwarden; † 1927 in Amsterdam) war ein niederländischer Radrennfahrer.
1891 wurde Kees Witteveen niederländischer Vize-Meister im Straßenrennen; diesen Erfolg wiederholte er 1894 und 1895. 1893 belegte er beim Rennen Rotterdam–Utrecht–Rotterdam Platz zwei hinter Jaap Eden. Im Jahr darauf gewann er das Rennen Groningen–Leeuwarden–Groningen.
1895 errang Witteveen den größten Erfolg seiner Laufbahn, als er bei den Bahn-Radweltmeisterschaften in Köln Vize-Weltmeister der Amateur-Steher wurde, hinter seinem Landsmann Mathieu Cordang und vor dem Norweger Wilhelm Henie. Im selben Jahr startete Witteveen bei dem 592 Kilometer langen Rennen Bordeaux–Paris und belegte mit 27 Stunden 47 Minuten und 8 Sekunden den vierten Platz bei den Amateuren.